# Progressione del record europeo dei 200 metri piani maschili

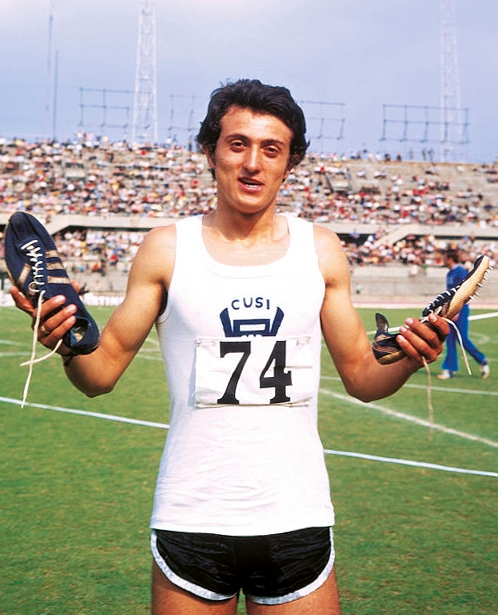
Pietro Mennea, detentore del record europeo di specialità

La voce seguente illustra la progressione del record europeo dei 200 metri piani maschili di atletica leggera.
Il primo record europeo della specialità riconosciuto risale al 1914, convalidato dalla European Athletic Association.

## Progressione[1][2]

### Cronometraggio manuale (dal 1914 al 1972)
| Tempo manuale | Vento (m/s) | Tempo elettrico | Atleta            | Nazionalità      | Luogo                      | Data             | Note            |
| ------------- | ----------- | --------------- | ----------------- | ---------------- | -------------------------- | ---------------- | --------------- |
| 21"2          |             |                 | Willie Applegarth | Regno Unito      | Londra, Regno Unito        | 4 luglio 1914    |                 |
| 20"9          |             |                 | Helmut Korning    | Germania         | Berlino, Germania          | 19 agosto 1928   |                 |
| 20"9          |             |                 | Heinz Fütterer    | Germania Ovest   | Berna, Svizzera            | 28 agosto 1954   |                 |
| 20"8          |             |                 | Heinz Fütterer    | Germania Ovest   | Osaka, Giappone            | 16 ottobre 1954  |                 |
| 20"6          |             |                 | Heinz Fütterer    | Germania Ovest   | Coblenza, Germania         | 4 settembre 1955 |                 |
| 20"6          |             |                 | Manfred Germar    | Germania Ovest   | Wuppertal, Germania        | 21 ottobre 1958  | Record mondiale |
| 20"5y         |             |                 | Peter Radford     | Regno Unito      | Wolverhampton, Regno Unito | 28 maggio 1960   | Record mondiale |
| 20"5          |             | 20"65           | Livio Berruti     | Italia           | Roma, Italia               | 3 settembre 1960 | Record mondiale |
| 20"5          |             | 20"62           | Livio Berruti     | Italia           | Roma, Italia               | 3 settembre 1960 | Record mondiale |
| 20"4          |             |                 | Sergio Ottolina   | Italia           | Saarbrücken, Germania      | 21 giugno 1964   |                 |
| 20"4          |             |                 | Ian Werner        | Polonia          | Varsavia, Germania         | 3 giugno 1967    |                 |
| 20"4          |             |                 | Roger Bambuck     | Francia          | Parigi, Francia            | 30 luglio 1967   |                 |
| 20"4          |             |                 | Jochen Eigenherr  | Germania Ovest   | Città del Messico, Messico | 16 ottobre 1968  |                 |
| 20"3          | -           | -               | Philippe Clerc    | Svizzera         | Zurigo, Svizzera           | 4 luglio 1969    |                 |
| 20"2          | -           | -               | Valeriy Borzov    | Unione Sovietica | Mosca, Unione Sovietica    | 18 luglio 1971   |                 |
| 20"2          | -           | -               | Pietro Mennea     | Italia           | Milano, Italia             | 17 giugno 1972   |                 |
| 20"0          | -           | -               | Valeriy Borzov    | Unione Sovietica | Monaco, Germania           | 4 settembre 1972 |                 |

### Cronometraggio elettronico (dal 1972 ad oggi)
| Tempo | Vento (m/s) | Atleta         | Nazionalità      | Luogo                      | Data              | Note            |
| ----- | ----------- | -------------- | ---------------- | -------------------------- | ----------------- | --------------- |
| 20"00 | 0.0         | Valeriy Borzov | Unione Sovietica | Monaco, Germania           | 4 settembre 1972  |                 |
| 19"96 | +0,2        | Pietro Mennea  | Italia           | Città del Messico, Messico | 10 settembre 1979 |                 |
| 19"72 | +1,8        | Pietro Mennea  | Italia           | Città del Messico, Messico | 12 settembre 1979 | Record mondiale |